# ワンス・アポン・ア・ロング・アゴー
「ワンス・アポン・ア・ロング・アゴー」(Once Upon A Long Ago)は、ポール・マッカートニーが1987年11月に40枚目のシングルとして発表した楽曲。ベスト・アルバム『オール・ザ・ベスト』に収録されてから2週間後にシングル・カットされた。プロデュースはフィル・ラモーン、ミキシングはジョージ・マーティンが担当している。

## 解説
元々、マッカートニーは1987年の映画『プリンセス・ブライド・ストーリー』のために本曲を制作したとされている。監督のロブ・ライナーから、本映画の為に数曲と劇伴音楽を制作するよう依頼され、本曲と「ビューティフル・ナイト」を提供したものの、「感傷的すぎる」との理由で却下された。
マッカートニーは1988年春のファンクラブ会報にて、「最近、フィル・ラモーンとレコーディングをしたんだけど、そのセッションで出てきた曲で、僕らが気に入ったものなんだ。〈中略〉この曲にはいい部分があって、とても心に残る曲だと思うよ。僕はこの曲についてとてもいい印象を持っているんだ」と語っている。
イギリス・チャートでの最高位は10位で、2024年現在でマッカートニーがイギリスでトップテン入りを果たした最後のシングル曲（但し、その後ビートルズとして1996年に「フリー・アズ・ア・バード」でトップテン入りしている）。アメリカではこのシングルは発売されておらず、『オール・ザ・ベスト』米国盤にも収録されていない。アメリカでは1993年に「ポール・マッカートニー・コレクション」シリーズとして再発されたアルバム『プレス・トゥ・プレイ』にロング・バージョンがボーナス・トラックとして収録されるまで、未発表音源のままであった。

## 収録曲
- ワンス・アポン・ア・ロング・アゴー - Once Upon A Long Ago (single version)
- バック・オン・マイ・フィート - Back On My Feet

12インチ
- ワンス・アポン・ア・ロング・アゴー - Once Upon A Long Ago (long version)
- バック・オン・マイ・フィート - Back On My Feet
- ミッドナイト・スペシャル - Midnight Special
- ドント・ゲット・アラウンド・マッチ・エニィモア - Don't Get Around Much Anymore

12インチ
- ワンス・アポン・ア・ロング・アゴー - Once Upon A Long Ago (extended version)
- バック・オン・マイ・フィート - Back On My Feet
- ローディ・ミス・クローディ - Lawdy Miss Clawdy
- カンサス・シティ - Kansas City

CD シングル
- ワンス・アポン・ア・ロング・アゴー - Once Upon A Long Ago (single version)
- バック・オン・マイ・フィート - Back On My Feet
- ドント・ゲット・アラウンド・マッチ・エニィモア - Don't Get Around Much Anymore
- カンサス・シティ - Kansas City

## クレジット
- ポール・マッカートニー - リード・ボーカル、バッキング・ボーカル、ベース、アコースティック・ギター、エレクトリック・ギター、ピアノ、シンセサイザー
- リンダ・マッカートニー - バッキング・ボーカル、タンバリン
- ティム・レンウィック - エレクトリック・ギター
- ニック・グレニー＝スミス - キーボード
- ヘンリー・スピネッチ - ドラムス
- エイドリアン・ブレット - フルート
- スタン・スルツマン - サクソフォン
- ナイジェル・ケネディ - バイオリン
- フィル・ラモーン - プロデューサー
- ジョージ・マーティン - ミキシング、オーケストラ・アレンジメント

## ミュージック・ビデオ
ミュージックビデオは、1987年の10月16日にバレー・オブ・ロックスで撮影が行われ、翌日に終了した。撮影初日の朝は強風と大雨により撮影が困難であったが、次第に雨は止み、風は強かったものの撮影に最適なコンディションとなった。
空撮のシーンは、キャッスル・エアが担当した。